# Црква Преображења Господњег у Братљеву
Црква Преображења Господњег у Братљеву, насељеном месту на територији општине Ивањица, припада Епархији жичкој Српске православне цркве.
Нема поузданих података о настанку и историјату храма.